# Garm

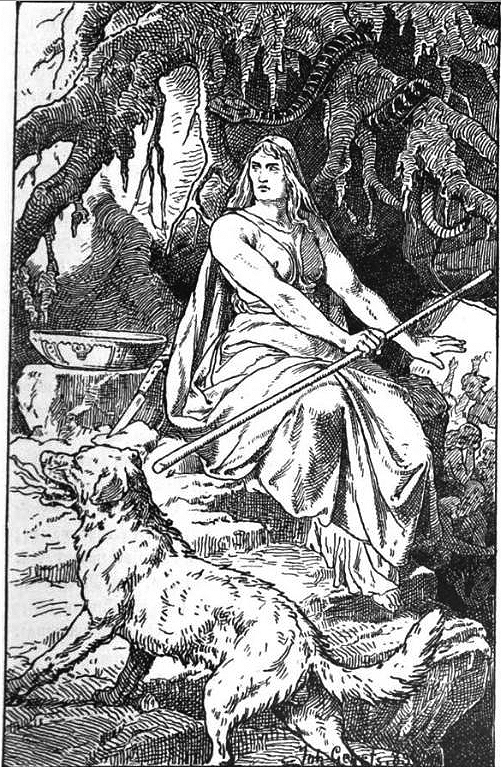
"Hela" (1889) de Johannes Gehrts en compañía de Garmr.

Garm o Garmr es el terrible perro que guarda las puertas de la morada de Hela en el Helheim, en Niflheim. Este se presenta con el pecho ensangrentado frente a Odín cuando el dios Aesir intenta llegar hasta la Vala para conocer el futuro de su hijo Baldr. En el Ragnarök se enfrentará con Tyr.